# Klauenflügel

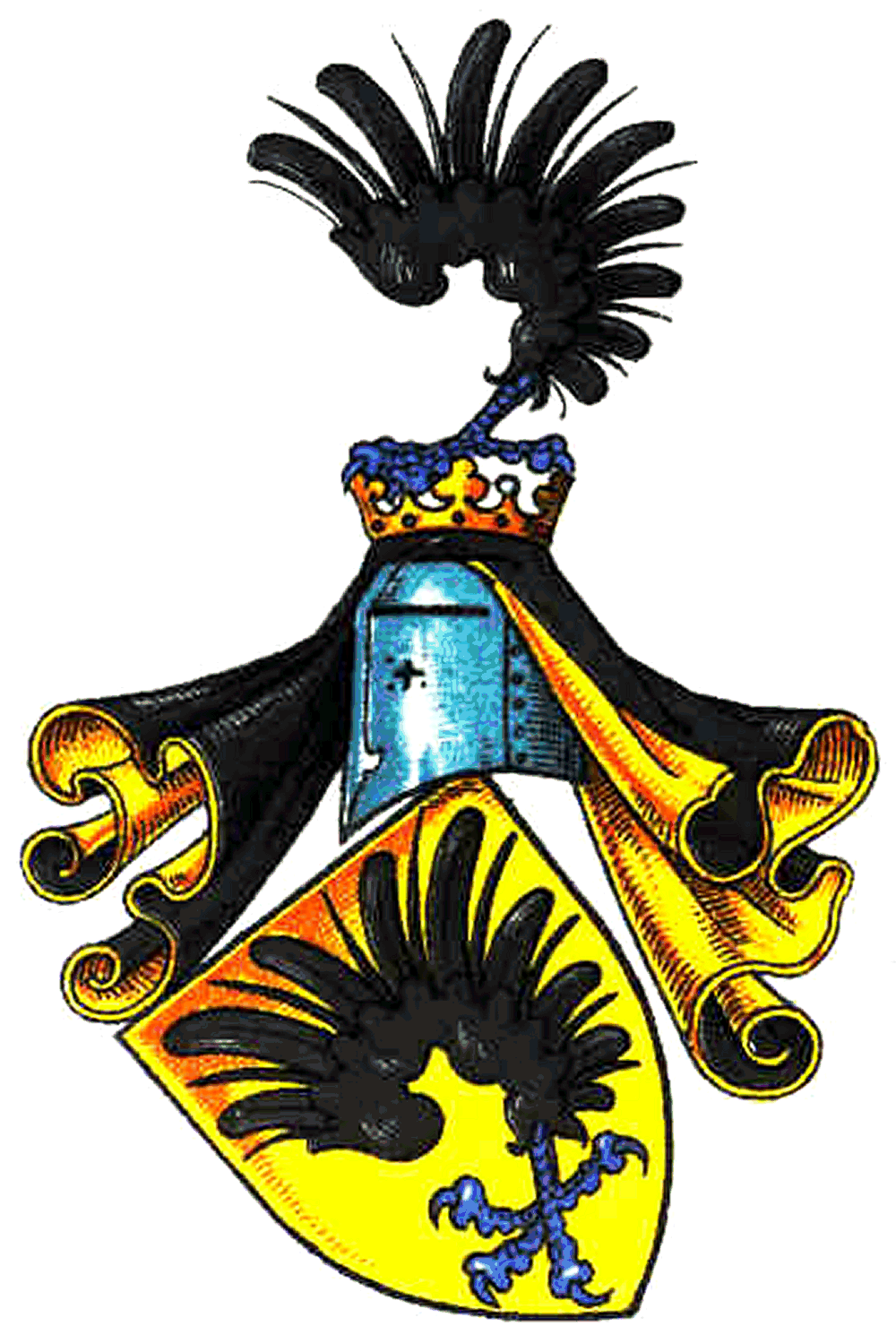
Stammwappen derer von Siegroth: Klauenflügel

Der Klauenflügel, auch als Klauflügel bezeichnet, ist in der Heraldik eine gemeine Figur. Die Wappenfigur hat im Wappen zwei unterschiedliche Darstellungsformen. 
- Einmal wird auf einem Vogelbein, vorrangig eine Adlerklaue, ein hochstehender Adlerflügel, dem halben heraldischen Flug gleich, im Wappen gezeigt. Flügel und Vogelbein sind in der Regel unterschiedlich gefärbt. Eine Darstellung im Oberwappen ist auch möglich.
- Das andere Mal wird ein Flügel (halber Flug) schildfüllend ausgebreitet und eine gleichgefärbte Klaue, oft als Menschenhand ausgebildet, schwingt eine Waffe, wie zum Beispiel ein Schwert. Die Lage der Schwerthand muss bei der Wappenbeschreibung angegeben werden.

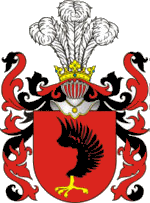
Variante 1: Klauenflügel, Adlerfang mit halbem Flug (Kopacz)
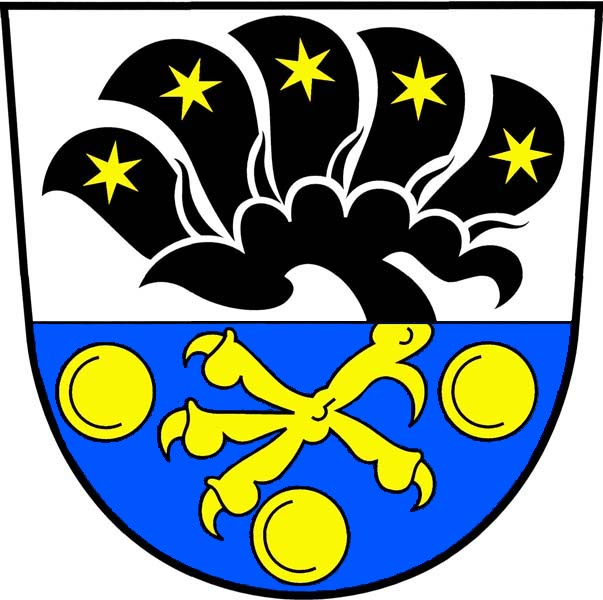
stilisiert, farblich gespalten, sternbelegt (Drazic)
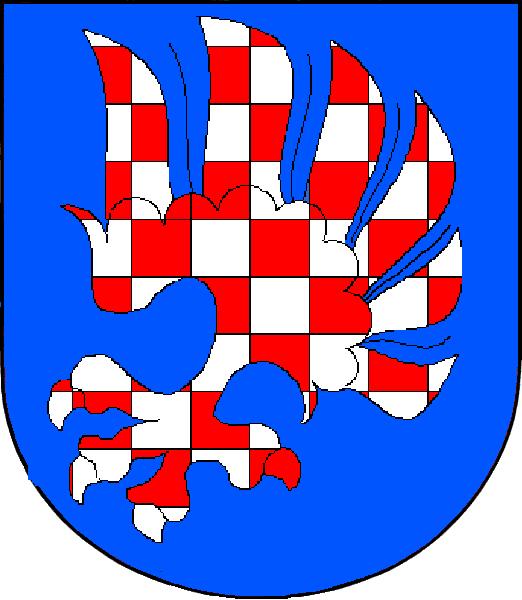
Stark stilisiert, geschacht (Náměšť na Hané)
Variante 2: Klauenflügel, schwertschwingend (de Moncey, Familienwappen)